# Gary Neville
Gary Alexander Neville (Bury, 18 februari 1975) is een Engels voormalig voetballer die bij voorkeur als rechterverdediger of voorstopper speelde. Hij debuteerde in september 1992 in de hoofdmacht van Manchester United. Hij kwam 400 competitiewedstrijden in actie voor The Mancunians en kwam tussen 1995 en 2007 85 keer uit voor het Engels nationaal elftal. Neville is de oudere broer van voormalig voetballer Phil Neville. Neville won met Manchester United tweemaal de UEFA Champions League, eenmaal de Intercontinental Cup en eenmaal de FIFA Club World Cup.

## Clubcarrière
Neville speelde in de jeugd van Bury toen hij werd benaderd door Manchester United om voor hen te komen voetballen. Samen met zijn twee jaar jongere broer, doorliep hij de laatste jaren als junior in de jeugdopleiding van Manchester. In de zomer van 1992 werd Neville door Alex Ferguson bij het eerste elftal gehaald. Aan spelen kwam hij dat seizoen nog niet toe, maar hij trainde wel met de basisspelers mee. Ook in het seizoen 1993/94 was hij voornamelijk tribuneklant en mocht hij vooral meetrainen met het eerste elftal. Hij maakte dit seizoen wel zijn debuut in de hoofdmacht.
In het seizoen 1994/95 maakte Neville voor het eerst met regelmaat zijn opwachting in het eerste en begon hij een enkele keer in de basis. In de achttien wedstrijden die hij voornamelijk speelde, verdiende hij in het nieuwe seizoen een basisplaats die hij niet meer afstond. Neville groeide uit tot een vaste waarde in het elftal van Ferguson en tevens in het Engels nationaal team.
Na tien seizoenen als basisspeler raakte Neville in 2004 wat uit de gratie bij Ferguson. Mede door een blessure liet hij regelmatig verstek gaan en kregen andere spelers steeds vaker de voorkeur. Hij vocht zich niettemin terug in de basiself en werd na het vertrek van Roy Keane en Ruud van Nistelrooij aanvoerder van de club.

## Clubstatistieken
| Seizoen         | Club              | Competitie      | Competitie | Competitie | Beker  | Beker  | League Cup | League Cup | Europees | Europees | Overig | Overig | Totaal | Totaal |
| Seizoen         | Club              | Competitie      | Wed.       | Dlp.       | Wed.   | Dlp.   | Wed.       | Dlp.       | Wed.     | Dlp.     | Wed.   | Dlp.   | Wed.   | Dlp.   |
| --------------- | ----------------- | --------------- | ---------- | ---------- | ------ | ------ | ---------- | ---------- | -------- | -------- | ------ | ------ | ------ | ------ |
| 1992/93         | Manchester United | Premier League  | 0          | 0          | 0      | 0      | 0          | 0          | 1        | 0        | —      | —      | 1      | 0      |
| 1993/94         | Manchester United | Premier League  | 1          | 0          | 0      | 0      | 0          | 0          | 1        | 0        | 0      | 0      | 2      | 0      |
| 1994/95         | Manchester United | Premier League  | 18         | 0          | 4      | 0      | 3          | 0          | 2        | 0        | 0      | 0      | 27     | 0      |
| 1995/96         | Manchester United | Premier League  | 31         | 0          | 6      | 0      | 1          | 0          | 1        | 0        | —      | —      | 39     | 0      |
| 1996/97         | Manchester United | Premier League  | 31         | 1          | 3      | 0      | 1          | 0          | 10       | 0        | 1      | 0      | 46     | 1      |
| 1997/98         | Manchester United | Premier League  | 34         | 0          | 3      | 0      | 0          | 0          | 8        | 0        | 0      | 0      | 45     | 0      |
| 1998/99         | Manchester United | Premier League  | 34         | 1          | 7      | 0      | 0          | 0          | 12       | 0        | 1      | 0      | 54     | 1      |
| 1999/00         | Manchester United | Premier League  | 22         | 0          | 00000— | 00000— | 0          | 0          | 10       | 0        | 3      | 0      | 35     | 0      |
| 2000/01         | Manchester United | Premier League  | 32         | 1          | 2      | 0      | 0          | 0          | 14       | 0        | 1      | 0      | 49     | 1      |
| 2001/02         | Manchester United | Premier League  | 34         | 0          | 2      | 0      | 0          | 0          | 14       | 0        | 1      | 0      | 51     | 0      |
| 2002/03         | Manchester United | Premier League  | 26         | 0          | 3      | 0      | 5          | 0          | 10       | 1        | —      | —      | 44     | 1      |
| 2003/04         | Manchester United | Premier League  | 30         | 2          | 4      | 0      | 1          | 0          | 7        | 0        | 0      | 0      | 42     | 2      |
| 2004/05         | Manchester United | Premier League  | 22         | 0          | 4      | 0      | 1          | 0          | 7        | 1        | 1      | 0      | 35     | 1      |
| 2005/06         | Manchester United | Premier League  | 25         | 0          | 3      | 0      | 5          | 0          | 4        | 0        | —      | —      | 37     | 0      |
| 2006/07         | Manchester United | Premier League  | 24         | 0          | 3      | 0      | 0          | 0          | 6        | 0        | —      | —      | 33     | 0      |
| 2007/08         | Manchester United | Premier League  | 0          | 0          | 0      | 0      | 0          | 0          | 1        | 0        | 0      | 0      | 1      | 0      |
| 2008/09         | Manchester United | Premier League  | 16         | 0          | 2      | 0      | 3          | 0          | 5        | 0        | 3      | 0      | 29     | 0      |
| 2009/10         | Manchester United | Premier League  | 17         | 0          | 1      | 0      | 4          | 0          | 6        | 0        | 0      | 0      | 28     | 0      |
| 2010/11         | Manchester United | Premier League  | 3          | 0          | 0      | 0      | 1          | 0          | 0        | 0        | 0      | 0      | 4      | 0      |
| Club totaal     | Club totaal       | Club totaal     | 400        | 5          | 47     | 0      | 25         | 0          | 119      | 2        | 11     | 0      | 602    | 7      |
| Carrière totaal | Carrière totaal   | Carrière totaal | 400        | 5          | 47     | 0      | 25         | 0          | 117      | 2        | 13     | 0      | 602    | 7      |

## Interlandcarrière
Neville speelde 85 wedstrijden (nul doelpunten) voor het Engels voetbalelftal. Hij maakte zijn debuut voor de nationale ploeg onder bondscoach Terry Venables op 3 juni 1995 in de vriendschappelijke wedstrijd tegen Japan (2–1). Ook John Scales (Liverpool), David Unsworth (Everton) en Stan Collymore (Nottingham Forest) maakten hun debuut in die wedstrijd.

## Trainerscarrière
Op 14 mei 2012 werd bekend dat Neville vanaf dat moment deel ging uitmaken van de technische staf van het Engels voetbalelftal. Hij was voor deze functie gevraagd door de nieuwe bondscoach Roy Hodgson. Op 2 december 2015 stelde Valencia hem aan als trainer voor de rest van het seizoen in de Primera División. De voormalig Engels international volgde de drie dagen eerder opgestapte Nuno op. Zijn broer Phil Neville was sinds de zomer al actief als assistent bij de Spaanse club. Nuno trok zijn conclusies na een 1–0 nederlaag tegen Sevilla, waardoor Valencia bleef steken op de negende plaats op de ranglijst. Onder Neville werden de prestaties van Valencia niet beter, waardoor de club de Engelsman op 30 maart 2016 ontsloeg. De ploeg was inmiddels uitgeschakeld in de UEFA Europa League en afgedaald naar de veertiende plaats in de Primera División.

## Salford City
Neville is, net als zijn broer Phil, mede-eigenaar van het Engelse Salford City.

## Erelijst
Als speler
 Manchester United
- Premier League: 1995/96, 1996/97, 1998/99, 1999/00, 2000/01, 2002/03, 2006/07, 2008/09
- FA Cup: 1995/96, 1998/99, 2003/04
- Football League Cup: 2005/06, 2009/10
- FA Community Shield: 1996, 1997, 2008
- UEFA Champions League: 1998/99, 2007/08
- Intercontinental Cup: 1999
- FIFA Club World Cup: 2008

 Engeland onder 19
- UEFA EK onder 19: 1993

Individueel
- PFA Team of the Year: 1997, 1998, 1999, 2005, 2007
- PFA Team of the Century (1997–2007): 2007
- ESM Team of the Year: 1997/98
- FWA Tribute Award: 2012
- Premier League 10 Seasons Awards (1992/93-2001/02):
  - Overseas and overall Team of the Decade
- Premier League 20 Seasons Awards (1992/93-2011/12):
  - Fantasy Teams of the 20 Seasons public and panel choice
- English Football Hall of Fame Inductee: 2015